# Franziska Huwyler-Inauen
Franziska Huwyler-Inauen (* 1989 in Luzern als Franziska Inauen; wohnhaft in Nottwil) ist eine Schweizer Marathonläuferin und Schweizer Meisterin.

## Erfolge
Huwyler-Inauen feierte am Swiss City Marathon Lucerne viermal Triumphe und zwar in den Jahren 2014, 2017, 2018 und 2019. Die Luzernerin gilt als «Phänomen» in der Schweizer Marathon-Szene, da sie als Intuitionsläuferin ohne Uhr und ohne Plan trainiert. Sie hat eine ausgeprägte Vorliebe für den Marathon in ihrer Heimatstadt Luzern. 2025 lief sie am Wings for Life World Run in Zug 50,2 Kilometer weit. Sie gewann damit den Schweizer Flagship Run bei den Frauen und kam im weltweiten Vergleich auf Rang 10.

## Persönliches
Franziska Huwyler-Inauen ist Ergotherapeutin an einer heilpädagogischen Schule in Zug. Sie heiratete im Frühling 2020 und kehrte nach einer Schwangerschaft mit Komplikationen Ende 2021 wieder zum Laufsport zurück.